# 이평중학교
이평중학교(梨坪中學校)는 대한민국 전북특별자치도 정읍시 이평면 창동리에 있는 사립 중학교이다.

## 학교 연혁
- 1967년 12월 27일 : 학교법인 이평학원 허가
- 1968년 9월 8일 : 이평중학교 6학급 인가
- 1978년 2월 28일 : 학칙변경 15학급 인가
- 2011년 9월 22일 : 제5대 이사장 전향숙 선생 취임
- 2023년 9월 1일 : 제18대 교장 오호진 선생 취임
- 2024년 1월 5일 : 제54회 졸업(15명, 총 6168명)

## 참고 자료
- 이평중학교 - 한국교육학술정보원 학교알리미